# Antony Santos
 (juin 2013).
Si vous disposez d'ouvrages ou d'articles de référence ou si vous connaissez des sites web de qualité traitant du thème abordé ici, merci de compléter l'article en donnant les références utiles à sa vérifiabilité et en les liant à la section « Notes et références ».
Domingo Antonio Santos Muñoz connu sous le nom de Anthony Santos, né le 5 mai 1967 à Las Matas de Santa Cruz, Montecristi, République dominicaine,  est un bachatero dominicain, considéré comme le meilleur représentant de la bachata en République dominicaine des 20 dernières années.

## Carrière
Antony Santos est entré en scène au début des années 1990. Il est le premier bachatero à atteindre une audience plus large que le public traditionnel, celui  issu des campagnes ou des quartiers pauvres, avec son premier succès Voy pa' lla. Santos est reconnu pour son rôle dans la redéfinition du genre de la bachata : il inclut des paroles et des mélodies romantiques à un rythme  connu pour accompagner des textes assez simples. 

## Discographie

### Albums
- La chupadera (1991)

1. El comedor
2. La parcela
3. Voy p'allá
4. Homenaje a Carlito
5. La passola
6. Esa morena
7. La chupadera
8. Ya encontré mi hembra
9. Te vas, amor
10. Esto es amor
11. El bohuco
12. Un beso de su boquita

- La batalla (1992)

1. El baile del perrito
2. Linda y difícil
3. Florecita blanca
4. Yo me muero por ti
5. La cartera
6. Me enamoré
7. Vengo de allá
8. El animal
9. Antología de caricias
10. El canal
11. Ay, mujer

- Corazón bonito (1993)

1. El bochinche
2. Ábreme la puerta
3. Si tu cariño no está
4. Se fue la bola
5. Por mi timidez
6. Vámonos p' arriba
7. Te quiero, te quiero
8. Corazón bonito
9. Dónde estará
10. El baile machuca'o
11. Lo que tú quieras
12. Homenaje a Wilfrido

- Cógelo ahí (1994)

1. La barriguita
2. Déjame entrar
3. Corazón culpable
4. Soy un chichi
5. Cógelo ahí
6. El jueguito
7. Por un chin de amor
8. No te vayas
9. Dime lo que tú tienes
10. Homenaje a Julito
11. Me alejaré

- El mayimbe y nada más (1995)

1. Me voy a morir
2. Pena de amor
3. Mi papá
4. El pansu
5. Si me olvidaste
6. El calor
7. Porque te fuiste
8. El brazo largo
9. Quién te engañó
10. La ladrona

- Sabor latino (1996)

1. Ritmo dominicano
2. Consejo de padre
3. Por qué tanto problema
4. No me digas que no
5. Qué plantón
6. Durmiendo solo
7. El loco
8. Quiero una noche contigo
9. Esa mujer me gusta
10. Durmiendo solo (Balada)
11. Que coja ahí
12. Corazón culpable

- Cómo te voy a dejar (1997)

1. El plancha'o
2. Soñé con ella
3. Cómo te voy a dejar
4. La chismosa
5. Ya no te haré sufrir
6. Porque no lo dijiste
7. La mujer que yo tengo ahora
8. Cuando piensas volver
9. Me tiene cogí'o
10. ¡Ay! no te vayas
11. El señor del macuto

- Me muero de amor (1998)

1. Te daré una roba'ita
2. Me voy mañana
3. Te di mi amor
4. Si yo fuera
5. Ya no me quieres querer
6. Me voy para otro lugar
7. El ombliguito
8. Me quiere dejar
9. El quilin quililan
10. Dime qué te pasa

- Enamorado (1999)

1. Si quieres volver
2. Esa me la doy yo
3. El colin
4. Pégame tu vicio
5. El jefe
6. Ay, querida
7. La ñoñita
8. No te puedo olvidar
9. La yuca
10. Enamorado

- En vivo (2000) Vol. 1

1. Presentación
2. Me quiere dejar
3. ¡Ay! no te vayas
4. El señor del macuto
5. Te daré una roba'ita
6. Ábreme la puerta
7. Me voy mañana
8. El general larguito
9. Me voy a morir
10. Yo me muero por ti
11. Por mi timidez
12. La mujer que yo tengo ahora
13. Me enamoré de nuevo
14. El canal
15. Te di mi amor
16. El general larguito
17. El quilin quililan
18. Voy p'allá
19. Ya no me quieres querer
20. Pena de amor

- Grandes éxitos (2000)

1. Cógelo ahí
2. Voy p'allá
3. El señor del macuto
4. La parcela
5. El calor
6. Déjame entrar
7. Por mi timidez
8. La mujer que yo tengo ahora
9. Pena de amor
10. Me enamoré
11. Florecita blanca
12. El canal

- El balazo (2001)

1. Cuánto lamento
2. Me quiero morir
3. Alegre conga
4. Dame más
5. Se metió chiquito
6. Eres linda
7. El balazo
8. Si volvieras
9. Castígala
10. Cuánto lamento (Balada)

- Greatest Hits (2001)

1. Pégame tu vicio
2. La parcela
3. Por mi timidez
4. El calor
5. Déjame entrar
6. Me enamoré
7. Yo me muero por ti
8. Consejo de padre
9. Cógelo ahí
10. Durmiendo solo
11. Corazón culpable
12. Pena de amor
13. Te daré una roba'ita
14. Voy p'allá

- Juego de amor (2002)

1. Juego de amor
2. Tu pecho es mi hábitat
3. La suegra
4. Brindo por tu cumpleaños
5. Dosis de amor
6. Sangre de conga
7. Hay de mí, hay de ti
8. Yo sin ti
9. Por qué lo hiciste
10. No hace na

- En vivo (2002)

1. Intro
2. Yo me muero por ti/Kulikitaka
3. Esa morena
4. Alegre conga
5. El balazo
6. Si volvieras
7. Cuánto lamento
8. No te puedo olvidar
9. Castígala
10. Medley: Víbora del mar/Abusadora/Yo peleo
11. Pégame tu vicio

- Todo éxitos (2002)

1. Ábreme la puerta
2. Florecita blanca
3. El señor del macuto
4. Ya no me quieres querer
5. Enamorado
6. Ay, querida
7. No te puedo olvidar
8. Te di mi amor
9. Cuánto lamento
10. El comedor
11. Me voy mañana
12. Soñé con ella

- Sin ti (2003)

1. Sin ti
2. La camarera
3. La jaula de oro
4. Las varias
5. Ahora
6. Otra vez
7. Se acabará mi suerte
8. Tu gato triste
9. No es bueno
10. Yolanda (Merengue cumbia)
11. Dámelo to

- En vivo: Con su nuevo estilo (2003)

1. La mecha prendi'a
2. La pájara pinta
3. Esa morena
4. Los algodones
5. La leche en el cubo
6. Alegre conga
7. Juana Mecho
8. ¡Ay! No te vayas
9. Homenaje a Carlito
10. Yo me muero por ti

- Vuelve, amor (2004)

1. Ay, ay, ay
2. No
3. No seas así
4. Ay, amor
5. Chocolate hay en tu pecho
6. La canaguatera
7. Vuelve, amor
8. Qué más me pides
9. A Dios le pido
10. Estaba escrito

- Lloro (2005)

1. Lloro
2. Sigo al lado tuyo
3. Mi primera vez
4. Porque te amo
5. Yo te quiero ver
6. Déjame amarte otra vez
7. Dime qué fue
8. Olvidarme de ti
9. Mátame
10. Recuerdo de una noche

- Lo mejor de lo mejor (2005)

1. Vámonos a fuego
2. Loco por ti
3. Ciego de amor
4. La ladrona
5. Ay de mí, ay de ti
6. Los zapatos
7. Consejo de padre
8. La felicidad
9. Ay, amor
10. No me hables
11. Por mi timidez
12. Yo me muero por ti

- Concierto en vivo United Palace (2005) 
  - Vol. 1

1. Intro
2. Cómo te voy a dejar
3. Durmiendo solo
4. Corazón culpable
5. Me voy mañana
6. Brindo por tu cumpleaños
7. Consejo de padre
8. La jaula de oro
9. Cuánto lamento
10. Ay, corazón
11. Dosis de amor

- - Vol. 2

1. Intro
2. Voy p'allá
3. Pégame tu vicio
4. Los algodones
5. La parcela
6. Sin ti
7. Ay, querida
8. Juego de amor
9. Tu gato triste
10. Por mi timidez
11. Ciego de amor

- Con saxofón (2005)

1. A cambio de qué
2. A mi amigo Carlito
3. Me gusta
4. Qué ' lo que te pasa a ti
5. Susana
6. Juana Mecho
7. El merengue mío
8. Los algodones
9. Alegre conga
10. El lechero

- Ay, ven (2006)

1. Ven, amorcito, ven
2. Ay, ven
3. Hoy te vuelvo a enamorar
4. Amarga pena
5. Yo boté a mi negra
6. Te tuve y te perdí
7. A ti
8. Cambia de vida
9. Para bien o para mal
10. El chico del apartamento 512

- Siempre romántico (2006)

1. Durmiendo solo
2. Corazón culpable
3. Si tu cariño no está
4. Ay, mujer
5. Cuánto lamento
6. Cómo te voy a dejar
7. Enamorado
8. Cuando piensas volver
9. Me voy para otro lugar
10. Si me olvidaste
11. Consejo de padre
12. Soñé con ella

- El Mayimbe en vivo (2006)

1. Intro
2. Alegre conga
3. Corazón culpable
4. Consejo de padre
5. Si quieres volver
6. Cuánto lamento
7. Si volvieras
8. Me quiero morir
9. No te puedo olvidar
10. Pégame tu vicio
11. Me voy mañana
12. Voy p'allá
13. Por mi timidez
14. El baile del perrito

- No Nos Vamos a Olvidar (2007)

1. Y Antes de Irme
2. Vete y Aléjate de Mí
3. El Borracho
4. Coma y Deje
5. Viejo Amor
6. No Nos Vamos a Olvidar
7. La Boquita Colorá
8. Ay Si
9. Hipócritas
10. En Casa de Mi Compadre (Navidad)
11. Chacarron & Susana (dúo con Tulile)
12. Corazón Culpable [Remix] (a dúo con Aguakate)
13. El Baile del Perrito (Gelatina) [Live]

- Me Van a Matar Por las Mujeres: En Vivo (2007)

1. Me Van a Matar Por las Mujeres
2. Los Zapatos (Nueva Versión)
3. Yolanda
4. Déjenme Si Estoy Llorando
5. Lloro
6. Tu Amor Me Hace Bien
7. La Parcela
8. Mi Viejo
9. Los Algodones
10. Jenny
11. Caco e Maco
12. Mátame
13. Como Me Haces Falta
14. Pa' Beber

- Muchos Cambios en el Mundo (2008)

1. Cuantos Días Más
2. Muchos Cambios en el Mundo
3. Corazón Duro
4. Celoso
5. Como Tu Mujer
6. Te Quiero Tanto
7. Quiéreme a Mi Solito
8. La Gozadera
9. Marta la Reina
10. Sin Ti No Puedo
11. Ay Ven (Salsa)
12. Los Pedales (Live)
13. Parranda Navideño
14. Popurrí del Rabo Éxitos & Cuanto Días Más (Live)

- Vete (2008)

1. Vete y Aléjate de Mi
2. La Boquita Colorá
3. Y Antes de Irme
4. La Juma (Si Yo Me Muero Con Este Jumo)
5. No Nos Vamos a Olvidar
6. Toma y Dame
7. Viejo Amor
8. Prepárate

- Un Muerto Vivo (2009)

1. Se Cayó
2. Fin de Semana
3. Ciego de Amor
4. Dos Mujeres
5. Un Muerto Vivo
6. La Burrita
7. Hipócritas
8. Amor Total
9. El Gusanito
10. No Puedo Olvidarte
11. A Donde Vas
12. Adiós y Buena Suerte
13. Adelante
14. The Tide is High (Get The Feeling)
15. Consejo de Una Niña

- Mensaje (2010)

1. Yo Te Ví
2. Perdóname
3. Mensaje
4. La Muchachita
5. Que Pena Me Das
6. La Tristeza de Mi Carta
7. El Chicle Se Me Pegó
8. Ven Amor
9. Yo Sin Ti
10. Arbolito de Navidad

- Vuelve (2011)

1. Me Gustas Tú
2. Te Quiero
3. Vuelve
4. Tú Pa'lla Yo Pa'acá
5. Porque Me Haces Llorar
6. Sin Tu Amor
7. La Castigada
8. Golpes en el Corazón
9. Si Un Día Me Quisiste Tú
10. Me Quiere la Otra
11. Despacio
12. Suéltala
13. Pequeño Huracán
14. No Son Palabritas

- El Diablo Soy Yo (2011)

1. Ay Ven
2. Lloro
3. Mátame
4. Mi Primera Vez
5. Olvidarme de Ti
6. Porque Te Amo
7. Ven Amorcito Ven
8. Hoy Te Vuelvo a Enamorar
9. Sigo al Lado Tuyo
10. Déjame Amarte Otra Vez

- Yo Soy el Bachatú (2012)

1. Creiste
2. Me Enamoro
3. Gracias Mi Señor ft Nayelis
4. Chambonea ft Omega El Fuerte
5. Me Gustas Tú
6. Te Quiero
7. Vuelve
8. Tú Pa'lla Yo Pa'Acá
9. Porque Me Haces Llorar
10. Sin Tu Amor
11. La Castigada
12. Golpes en el Corazón
13. Si Un Día Me Quisiste Tú
14. Me Quiere la Otra
15. Despacio
16. Suéltala
17. Pequeño Huracán
18. despacito

- El Mayimbe (2013)

1. Yo Quiero
2. Comenzó La Fiesta
3. Tu Estarás
4. Basucazo De Amor Ft Joe Veras
5. Guerra De Amor Ft Miriam Cruz
6. Hoy Se Va Beber ft Vakeró
7. Bendice Señor A Tu Pueblo
8. Ritmo De San Martín
9. Solo Te Amo
10. Yo No Fui - Merengue
11. A Pesar De La Dema

- La Historia De Mi Vida: La Finale, Vol 1 (2018)

### Participations
- En 2005 il fut invité par Aventura pour chanter Ciego de amor sur leur album God's Project.